# Đồ thị phẳng
Trong lý thuyết đồ thị, một đồ thị phẳng là một đồ thị có thể được nhúng vào mặt phẳng, tức là có thể được vẽ trên mặt phẳng sao cho các cạnh chỉ gặp nhau ở các đỉnh.

## Bài toán
Từ xa xưa đã lưu truyền một bài toán cổ "Ba nhà, ba giếng": Có ba nhà ở gần ba cái giếng,nhưng không có đường nối thẳng các nhà với nhau cũng như không có đường nối thẳng các giếng với nhau. 
Có lần bất hoà với nhau, họ tìm cách làm các đường khác đến giếng sao cho các đường này đôi một không giao nhau. Họ có thực hiện được ý định đó không?

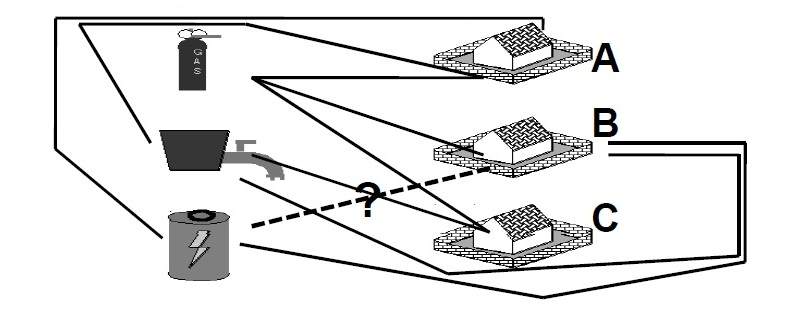
Bài toán ba nhà

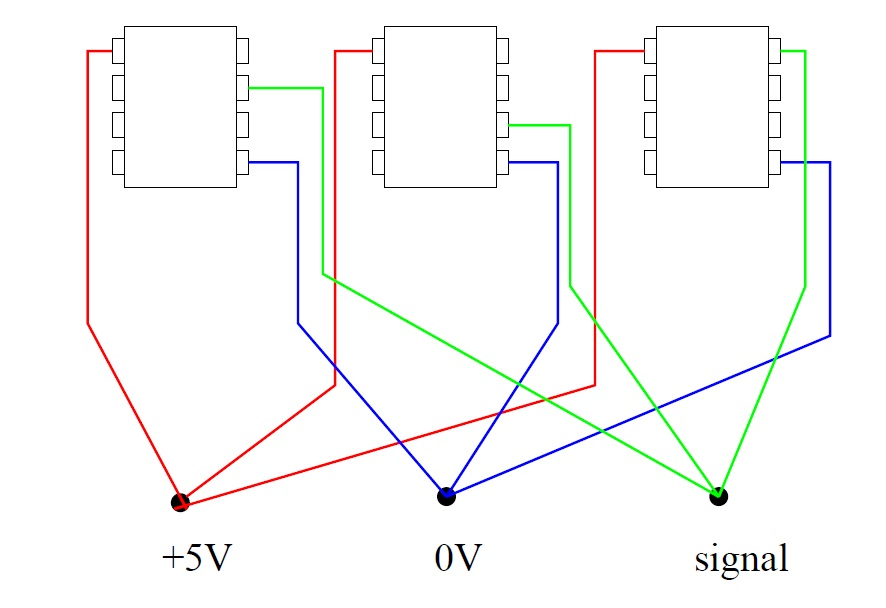
Mạch in điện tử

Bài toán thực tế: Có 3 gia đình, 3 nhà cung cấp điện, nước, gas. Các gia đình đều cần điện, nước, gas và đều muốn đi dây riêng, do đó cần nối dây từ gia đình đến các nhà cung cấp sao cho không dây nào cắt dây nào. 
Ngày nay cũng có những bài toán tương tự như bài toán đi dây trong mạch in.

## Thiết lập bài toán
Bài toán này có thể được mô hình bằng đồ thị phân đôi đầy đủ {\displaystyle K_{3,3}}. Câu hỏi ban đầu có thể diễn đạt như sau: Có thể vẽ {\displaystyle K_{3,3}} trên một mặt phẳng sao cho không có hai cạnh nào cắt nhau (ở một điểm không phải là điểm mút của các cạnh)?
Tổng quát:
- Có thể vẽ một đồ thị trên một mặt phẳng không? Có các cạnh nào cắt nhau không?
- Khi nào có thể tìm được ít nhất một cách biểu diễn đồ thị không có cạnh cắt nhau?

## Đồ thị phẳng
| Minh Họa         | Minh Họa    |
| Phẳng            | Không phẳng |
| ---------------- | ----------- |
| Đồ thị cánh bướm | K5          |
| K4               | K3,3        |

Một đồ thị được gọi là một đồ thị phẳng nếu ta có thể vẽ nó trên mặt phẳng sao cho các cạnh của nó không cắt nhau ngoài ở đỉnh. Cách vẽ như vậy sẽ được gọi là biểu diễn phẳng của đồ thị. Ví dụ {\displaystyle K_{4}} là một đồ thị phẳng.
Điều kiện cần và đủ để đồ thị là phẳng được chỉ ra trong định lý Kuratowski:
Đồ thị là phẳng khi và chỉ khi nó không chứa đồ thị con đồng phôi với {\displaystyle K_{3,3}} hoặc {\displaystyle K_{5}}.
Trong thực tế việc sử dụng định lý Kuratowski để kiểm tra đồ thị có phải là đồ thị phẳng hay không thì rất khó khăn. Tuy nhiên, tồn tại thuật toán để kiểm tra vấn đề này. Xét đồ thị phẳng với n đỉnh và p cạnh, ta có:
Định lý 1. Nếu n ≥ 3 thì p ≤ 3n - 6.
Định lý 2. Nếu n ≥ 3 và không có chu trình có độ dài 3, thì p ≤ 2n - 4.

## Công thức Euler cho đồ thị phẳng
Euler đã chứng minh được rằng các biểu diễn phẳng khác nhau của một đồ thị đều chia mặt phẳng ra thành cùng một số miền qua định lý sau (thường được gọi là công thức Euler):
 Giả sử một đồ thị phẳng liên thông có n đỉnh, m cạnh, r miền. Khi đó r=m-n+2.
Chứng minh: 
Cho G là đồ thị phẳng liên thông có n đỉnh, m cạnh và r miền. 
Ta bỏ một số cạnh của G để được một cây khung của G. Mỗi lần ta bỏ một cạnh (m giảm 1) thì số miền của G cũng giảm 1 (r giảm 1), còn số đỉnh của G không thay đổi (n không đổi). Như vậy, giá trị của biểu thức n - m + r không thay đổi trong suốt quá trình ta bỏ bớt cạnh của G để được một cây. Cây này có n đỉnh, do đó có n - 1 cạnh và cây chỉ có một miền, vì vậy: 
n - m + r = n - (n -1) + 1 = 2.
Hệ thức n - m + r = 2 thường gọi là hệ thức Euler cho hình đa diện, vì được Euler chứng minh đầu tiên cho hình đa diện có n đỉnh, m cạnh và r mặt.
Một hệ quả đơn giản là:
 Trong một đồ thị phẳng liên thông luôn tồn tại ít nhất một đỉnh có bậc không vượt quá 5.
Chứng minh: 
Trong đồ thị phẳng mỗi miền được bao bằng ít nhất 3 cạnh. Mặt khác, mỗi cạnh có thể nằm trên biên của tối đa hai miền. Gọi d là số miền, thì 3d ≤ 2p. 
Nếu trong đồ thị phẳng mà tất cả các đỉnh đều có bậc không nhỏ hơn 6 thì do mỗi đỉnh của đồ thị phải là đầu mút của ít nhất 6 cạnh mà mỗi cạnh lại có hai đầu mút nên ta có 6n ≤ 2p hay 3n ≤ p. Từ đó suy ra 3d+3n ≤ 2p+p hay d+n ≤ p, trái với hệ thức Euler d+n = p+2.

## Đồ thị không phẳng
Định lý: Đồ thị {\displaystyle K_{3,3}} không phải là đồ thị phẳng.
Chứng minh: 
Giả sử {\displaystyle K_{3,3}} là đồ thị phẳng. Khi đó ta có một đồ thị phẳng với 6 đỉnh (n=6) và 9 cạnh (p=9), nên theo hệ thức Euler đồ thị có số miền là d = p-n+2 = 5. 
Ở đây, mỗi cạnh chung cho hai miền. Bằng kiểm tra trực tiếp ta thấy không thể có miền tạo ra từ 3 cạnh, do đó mỗi miền có ít nhất 4 cạnh. Do đó 4d ≤ 2p, tức là 4x5 ≤ 2x9, vô lý.
Như vậy định lý này cho ta lời giải của bài toán "Ba nhà ba giếng", nghĩa là không thể thực hiện được việc làm các đường khác đến giếng sao cho các đường này đôi một không giao nhau.
Định lý: Đồ thị {\displaystyle K_{5}} không phải là đồ thị phẳng.
Chứng minh: Giả sử {\displaystyle K_{5}} là đồ thị phẳng. Khi đó ta có một đồ thị phẳng với 5 đỉnh (n=5) và 10 cạnh (p=10), nên theo hệ thứcEuler đồ thị có số miền là d=p-n+2=7. 
Trong {\displaystyle K_{5}}, mỗi miền có ít nhất 3 cạnh, mỗi cạnh chung cho 2 miền, vì vậy 3d ≤ 2n, tức là 3x7 ≤ 2x10, vô lý.

## Tô màu đồ thị

### Tô màu bản đồ
Mỗi bản đồ có thể coi là một đồ thị phẳng. Trong một bản đồ, ta coi hai miền có chung nhau một đường biên là hai miền kề nhau (hai miền chỉ có chung nhau một điểm biên không được coi là kề nhau). Một bản đồ thường được tô màu, sao cho hai miền kề nhau được tô hai màu khác nhau. Ta gọi một cách tô màu bản đồ như vậy là một cách tô màu đúng.
Để đảm bảo chắc chắn hai miền kề nhau không bao giờ có màu trùng nhau, chúng ta tô mỗi miền bằng một màu khác nhau. Tuy nhiên việc làm đó nói chung là không hợp lý. Nếu bản đồ có nhiều miền thì sẽ rất khó phân biệt những màu gần giống nhau. Do vậy người ta chỉ dùng một số màu cần thiết để tô bản đồ. Một bài toán được đặt ra là: xác định số màu tối thiểu cần có để tô màu đúng một bản đồ.

### Tô màu đồ thị
Mỗi bản đồ trên mặt phẳng có thể biểu diễn bằng một đồ thị, trong đó mỗi miền của bản đồ được biểu diễn bằng một đỉnh; các cạnh nối hai đỉnh, nếu các miền được biểu diễn bằng hai đỉnh này là kề nhau. Đồ thị nhận được bằng cách này gọi là đồ thị đối ngẫu của bản đồ đang xét. Rõ ràng mọi bản đồ trên mặt phẳng đều có đồ thị đối ngẫu phẳng. Bài toán tô màu các miền của bản đồ là tương đương với bài toán tô màu các đỉnh của đồ thị đối ngẫu sao cho không có hai đỉnh liền kề nhau có cùng một màu, mà ta gọi là tô màu đúng các đỉnh của đồ thị.
Định lý 4 màu của Appel-Haken: Mọi đồ thị phẳng đều có thể tô đúng bằng 4 màu.
Định lý Bốn màu đầu tiên được đưa ra như một phỏng đoán vào năm 1850 bởi một sinh viên người Anh tên là F. Guthrie và cuối cùng đã được hai nhà toán học Mỹ là Kenneth Appel và Wolfgang Haken chứng minh vào năm 1976. Trước năm 1976 cũng đã có nhiều chứng minh sai, mà thông thường rất khó tìm thấy chỗ sai, đã được công bố. Hơn thế nữa đã có nhiều cố gắng một cách vô ích để tìm phản thí dụ bằng cách cố tìm bản đồ mà cần hơn bốn màu để tô nó.
Có lẽ một trong những chứng minh sai nổi tiếng nhất trong toán học là chứng minh sai bài toán bốn màu được công bố năm 1879 bởi luật sư, nhà toán học nghiệp dư Luân Đôn tên là Alfred Kempe. Nhờ công bố lời giải của "bài toán bốn màu", Kempe được công nhận là hội viên Hội Khoa học Hoàng gia Anh. Các nhà toán học chấp nhận cách chứng minh của ông ta cho tới 1890, khi Percy Heawood phát hiện ra sai lầm trong chứng minh của Kempe. Mặt khác, dùng phương pháp của Kempe, Heawood đã chứng minh được "bài toán năm màu" (tức là mọi bản đồ có thể tô đúng bằng 5 màu).
Định lý 5 màu của Kempe-Heawood: Mọi đồ thị phẳng đều có thể tô đúng bằng 5 màu.
Chứng minh: Cho G là một đồ thị phẳng. Không mất tính chất tổng quát có thể xem G là liên thông và có số đỉnh n ≥ 5. Ta chứng minh G được tô đúng bởi 5 màu bằng quy nạp theo n.
Trường hợp n=5 là hiển nhiên. Giả sử định lý đúng cho tất cả các đồ thị phẳng có số đỉnh nhỏ hơn n. Xét G là đồ thị phẳng liên thông có n đỉnh.

Theo Hệ quả ở trên, trong G tồn tại đỉnh a với deg(a) ≤ 5. Xoá đỉnh a và các cạnh liên thuộc với nó, ta nhận được đồ thị phẳng G’ có n−1 đỉnh. Theo giả thiết quy nạp, có thể tô đúng các đỉnh của G’ bằng 5 màu. Sau khi tô đúng G’ rồi, ta tìm cách tô đỉnh a bằng một màu khác với màu của các đỉnh kề nó, nhưng vẫn là một trong 5 màu đã dùng. Điều này luôn thực hiện được khi deg(a) < 5 hoặc khi deg(a)=5 nhưng 5 đỉnh kề a đã được tô bằng 4 màu trở xuống.
Chỉ còn phải xét trường hợp deg(a)=5 mà 5 đỉnh kề a là b, c, d, e, f đã được tô bằng 5 màu rồi. Khi đó trong 5 đỉnh b, c, d, e,f phải có 2 đỉnh không kề nhau, vì nếu 5 đỉnh đó đôi một kề nhau thì b c d e f là đồ thị đầy đủ K5 và đây là một đồ thị không phẳng, do đó G không phẳng, trái với giả thiết. Giả sử b và d không kề nhau (Hình 1).
Xoá 2 đỉnh b và d và cho kề a những đỉnh trước đó kề b hoặc kề d mà không kề a (Hình 2), ta được đồ thị mới G’’ có n−2 đỉnh. Theo giả thiết quy nạp, ta có thể tô đúng G’’ bằng 5 màu. Sau khi các đỉnh của G’’ được tô đúng rồi (Hình 2), ta dựng lại 2 đỉnh b và d, rồi tô b và d bằng màu đã tô cho a (màu 1, Hình 3), còn a thì được tô lại bằng màu khác với màu của b, c, d, e, f. Vì b và d không kề nhau đã được tô bằng cùng màu 1, nên với 5 đỉnh này chỉ mới dùng hết nhiều lắm 4 màu.. Do đó G được tô đúng bằng 5 màu.
Như vậy, Heawood mới giải được bài toán năm màu, còn bài toán bốn màu vẫn còn đó và là một thách đố đối với các nhà toán học trong suốt gần một thế kỷ. Việc tìm lời giải của bài toán bốn màu đã ảnh hưởng đến sự phát triển theo chiều hướng khác nhau của lý thuyết đồ thị.
Mãi đến năm 1976, khai thác phương pháp của Kempe và nhờ công cụ máy tính điện tử, Appel và Haken đã tìm ra lời giải của "bài toán bốn màu". Chứng minh của họ dựa trên sự phân tích từng trường hợp một cách cẩn thận nhờ máy tính. Họ đã chỉ ra rằng nếu "bài toán bốn màu" là sai thì sẽ có một phản thí dụ thuộc một trong gần 2000 loại khác nhau và đã chỉ ra không có loại nào dẫn tới phản thí dụ cả. Trong chứng minh của mình họ đã dùng hơn 1000 giờ máy. Cách chứng minh này đã gây ra nhiều cuộc tranh cãi vì máy tính đã đóng vai trò quan trọng trong chứng minh này. Chẳng hạn, liệu có thể có sai lầm trong chương trình và điều đó dẫn tới kết quả sai không? Lý luận của họ có thực sự là một chứng minh hay không, nếu nó phụ thuộc vào thông tin ra từ một máy tính không đáng tin cậy?

### Ứng dụng
Những ứng dụng của bài toán tô màu đồ thị:
- Lập lịch thi: Hãy lập lịch thi trong trường đại học sao cho không có sinh viên nào có hai môn thi cùng một lúc.

Có thể giải bài toán lập lịch thi bằng mô hình đồ thị, với các đỉnh là các môn thi, có một cạnh nối hai đỉnh nếu có sinh viên phải thi cả hai môn được biểu diễn bằng hai đỉnh này. Thời gian thi của mỗi môn được biểu thị bằng các màu khác nhau. Như vậy việc lập lịch thi sẽ tương ứng với việc tô màu đồ thị này.
Chẳng hạn, có 7 môn thi cần xếp lịch. Giả sử các môn học được đánh số từ 1 tới 7 và các cặp môn thi sau có chung sinh viên: 1 và 2, 1 và 3, 1 và 4, 1 và 7, 2 và 3, 2 và 4, 2 và 5, 2 và 7, 3 và 4, 3 và 6, 3 và 7, 4 và 5, 4 và 6, 5 và 6, 5 và 7, 6 và 7. Hình dưới đây biểu diễn đồ thị tương ứng. Việc lập lịch thi chính là việc tô màu đồ thị này. Vì số màu của đồ thị này là 4 nên cần có 4 đợt thi.
- Phân chia tần số: Các kênh truyền hình từ số 1 tới số 12 được phân chia cho các đài truyền hình sao cho không có đài phát nào cách nhau không quá 240 km lại dùng cùng một kênh. Có thể chia kênh truyền hình như thế nào bằng mô hình tô màu đồ thị.

Ta xây dựng đồ thị bằng cách coi mỗi đài phát là một đỉnh. Hai đỉnh được nối với nhau bằng một cạnh nếu chúng ở cách nhau không quá 240 km. Việc phân chia kênh tương ứng với việc tô màu đồ thị, trong đó mỗi màu biểu thị một kênh.
- Các thanh ghi chỉ số: Trong các bộ dịch hiệu quả cao việc thực hiện các vòng lặp được tăng tốc khi các biến dùng thường xuyên được lưu tạm thời trong các thanh ghi chỉ số của bộ xử lý trung tâm (CPU) mà không phải ở trong bộ nhớ thông thường. Với một vòng lặp cho trước cần bao nhiêu thanh ghi chỉ số? Bài toán này có thể giải bằng mô hình tô màu đồ thị. Để xây dựng mô hình ta coi mỗi đỉnh của đồ thị là một biến trong vòng lặp. Giũa hai đỉnh có một cạnh nếu các biến biểu thị bằng các đỉnh này phải được lưu trong các thanh ghi chỉ số tại cùng thời điểm khi thực hiện vòng lặp. Như vậy số màu của đồ thị chính là số thanh ghi cần có vì những thanh ghi khác nhau được phân cho các biến khi các đỉnh biểu thị các biến này là liền kề trong đồ thị.

Đồ thị phẳng có nhiều ứng dụng quan trọng trong công nghệ chế tạo mạch in. Biểu diễn phẳng của đồ thị sẽ chia mặt phẳng ra làm các miền, bao gồm cả miền không bị chặn.
Ngoài ra, một trong các ứng dụng là ánh xạ từ ảnh số 2 chiều sang một đồ thị phẳng. Trong đó, ảnh số được biểu diễn dưới dạng ma trận lưới ô vuông; mỗi ô đặc trưng cho 1 pixel.